# Georg von Zedlitz-Neukirch
Georg von Zedlitz-Neukirch (1444 – 20. července 1552, Łomnica) byl slezský šlechtic a přívrženec náboženské reformace. Patřil k prvním stoupencům Martina Luthera ve Slezsku.
Byl pohřben v Neukirchu, kde byl i jeho epitaf.